# 1550
- Wikisource

| Calendário gregoriano                                                        | 1550 MDL                                             |
| Ab urbe condita                                                              | 2303                                                 |
| Calendário arménio                                                           | 999 – 1000                                           |
| Calendário bahá'í                                                            | -294 – -293                                          |
| Calendário budista                                                           | 2094                                                 |
| Calendário chinês                                                            | 4246 – 4247 Início a 17 de janeiro (aproximadamente) |
| Calendário copta                                                             | 1266 – 1267                                          |
| Calendário etíope                                                            | 1542 – 1543                                          |
| Calendários hindus - Vikram Samvat - Calendário nacional indiano - Cáli Iuga | 1605 – 1606 1471 – 1472 4650 – 4651                  |
| Calendário Holoceno                                                          | 11550                                                |
| Calendário islâmico                                                          | 957 – 958                                            |
| Calendário judaico                                                           | 5310 – 5311                                          |
| Calendário persa                                                             | 928 – 929                                            |
| Calendário rúnico                                                            | 1800                                                 |
| Calendário solar tailandês                                                   | 2093                                                 |

1550 (MDL, na numeração romana) foi um ano comum do século XVI do Calendário Juliano, da Era de Cristo, e a sua letra dominical foi E (52 semanas), teve início a uma quarta-feira, terminou também a uma quarta-feira.
| Ano completo                        |
| ----------------------------------- |
| Ano comum com início à quarta-feira |

## Eventos
- 7 de fevereiro - Eleito o Papa Júlio III, sucedendo ao Papa Paulo III.
- 20 de fevereiro - Criação da freguesia de São Roque do Faial e provisão da mesma com pároco.
- 15 de julho - Confirmação da doação da ilha do Faial e da ilha do Pico a Manuel de Utra.
- 1 de outubro - Festa brasileira de Rouen em 1550
- Fundação da cidade de Acapulco no México
- Elevação a freguesia da capelania de S.Jorge, abrangendo terras de Santana e Arco de São Jorge, na ilha da Madeira.
- Em Portugal, elevação de Portalegre à categoria de cidade.
- Registro históricos que dão a Fajã de São João como habitada embora se saiba que já o era antes.
- É benzida na Fajã de São João uma ermida dedicada a evocação de São João, embora possa não seja a atual Ermida de São João, visto esta data se encontrar envolta em polémica já que alguns historiadores afirmam que a data da construção desta ermida estará algures entre 1618 e 1652, datas que possivelmente se referem a uma reconstrução ou restauro.[1]
- As Manadas, ilha de São Jorge, tinham 250 habitantes.

## Nascimentos

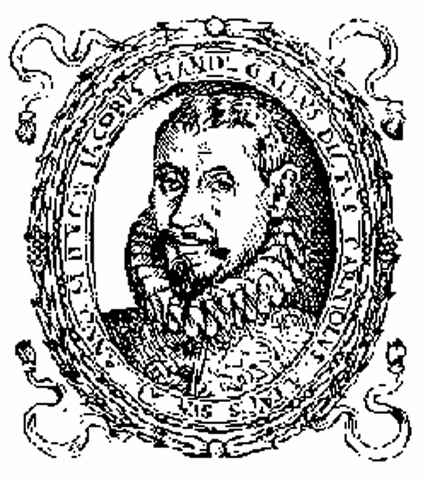
Jacobus Gallus
(1550-1591)

### Janeiro
- - 20 de Janeiro - Ferdinando, Príncipe da Bavária, filho de Alberto V, Duque da Bavária (1528-1579) (m. 1608).
  - 21 de Janeiro - Ernst von Ponickau, político saxão (m. 1602).
  - 31 de Janeiro - Henrique I, Duque de Guise, general católico francês (m. 1588).

### Fevereiro
- - 13 de Fevereiro - Andreas Ryff, comerciante, cronista e político suíço (m. 1603).
  - 17 de Fevereiro - Filipe de Hohenlohe, Filips van Hohenlohe, conde e comandante militar holandês (m. 1606).
  - 22 de Fevereiro - Carlos de Arenberg, Karl von Arenberg, também conhecido como Charles de Ligne, diplomata e militar holandês a serviço da Espanha (m. 1616).
  - 25 de Fevereiro - Daniel Sudermann, teólogo e historiador religioso alemão (m. 1631).

### Março
- - 6 de Março - Michelangelo Naccherino, escultor e arquiteto italiano (m. 1622).
  - 12 de Março - Balthasar Crusius, teólogo e escolástico alemão (m. 1630).
  - 18 de Março - Lukas Geizkofler von Reifenegg, jurista alemão e bacharel em Direito (m. 1620).
  - 20 de Março - Elisabeth von Brunswick-Grubenhagen, filha de Ernesto, Conde de Brunswick-Grubenhangen (1518-1548) (m. 1586).
  - 25 de Março - Hans Ulrich Krafft, mercador e viajante alemão (m. 1621).

### Abril
- - 01 de Abril - Johann Philipp von Hohensax, aristocrata suíço, Senhor de Sax e de Forsteck (m. 1596).
  - 02 de Abril - Wilhelm Zepper, teólogo e reformador alemão (m. 1607).
  - 03 de Abril - Arthur Forbes, nobre escocês (m. 1574).
  - 9 de Abril - Giulio Pace, jurista, filólogo e erudito aristotélico italiano (m. 1635).
  - 12 de Abril - Edward de Vere, 17º conde de Oxford, dramaturgo, poeta e cortesão inglês (m. 1604).
  - 25 de Abril - Balthasar Garth, teólogo e filólogo alemão (m. 1598).
  - 29 de Abril - Philipp Marbach, teólogo luterano alemão (m. 1611).

### Maio
- - 8 de Maio - Johann I. von Pfalz-Zweibrücken, Conde de Pfalz-Zweibrücken (m. 1604).
  - 20 de Maio - Simeone Tagliavia d'Aragona, cardeal e arcebispo católico italiano (m. 1604).
  - 25 de Maio - São Camilo de Lellis, santo italiano e fundador de um monastério (m. 1614). São Camilo de Lellis (1550-1614)

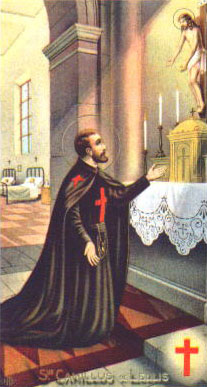
São Camilo de Lellis (1550-1614)

  - 26 de Maio - Fabian I. von Dohna, comandante militar, diplomata e chefe de estado alemão (m. 1622).
  - 28 de Maio - Axel Ottesen Brahe, comissário de guerra dinamarquês e conselheiro de Estado (m. 1616).

### Junho
- - 6 de Junho - Maffio Venier, arcebispo e poeta italiano (m. 1586).
  - 16 de Junho - Maria Eleonor, Duquesa de Kleef, Jülich e Berg (m. 1608).
  - 27 de Junho - Carlos IX da França, (m. 1574).
  - 28 de Junho - Johannes Drusius, Johannes van den Driesche, teólogo, hebraísta, orientalista e exegeta flamengo (m. 1616).

### Julho
- - 2 de Julho - Johann Feyerabend, editor e livreiro alemão (m. 1599).
  - 3 de Julho - Jacobus Gallus, compositor esloveno (m. 1591).
  - 13 de Julho - Erik Larsson Sparre, chanceler, desembargador e político sueco (m. 1600).
  - 14 de Julho - Claudius van Barlaymont, Senhor de Haultpenne, comandante militar flamengo a serviço da Espanha durante da Guerra dos Oitenta Anos (m. 1587).
  - 16 de Julho - Matthia Ferrabosco, compositor italiano (m. 1616).
  - 21 de Julho - Silvio Savelli, cardeal italiano (m. 1599).

### Agosto
- - 05 de Agosto - François d'Amboise, jurista francês (m. 1619).
  - 06 de Agosto - Enrico Caetani, cardeal italiano (m. 1599).
  - 7 de Agosto - Duncan Campbell, 7° Lorde de Glenorchy (m. 1631).
  - 13 de Agosto - Emilio Porto, Aemilius Portus, linguista e  editor italiano e erudito em grego (m. 1615).
  - 16 de Agosto - Carolus Gallus, Karel de Haan, pastor e advogado holandês (m. 1606).
  - 17 de Agosto - Margarethe, Condessa de Oettingen, filha de Luís XVI, Conde de Oettingen (1508-1569) (m. 1599).
  - 19 de Agosto - Emília, Duquesa de Wuerttemberg, casada com Ricardo, Conde-Palatino de Simmern (1521-1598) (m. 1589).
  - 30 de Agosto - Johannes Rühlin, organista alemão (m. 1615).

### Setembro
- - 8 de Setembro - Anton II, Conde de Oldenburg, filho de Anton I von Oldenburg (1505-1572) (m. 1619).
  - 10 de Setembro - Alonso de Guzmán, 7° Duque de Medina-Sidonia, comandante da armada espanhola (m. 1615).
  - 13 de Setembro - Martin Aichmann, chanceler alemão (m. 1616).
  - 15 de Setembro - Jodocus Jungmann, filólogo e professor da Universidade de Marburgo (m. 1597).
  - 17 de Setembro - Papa Paul V, (m. 1621).
  - 24 de Setembro - Tang Xianzu, poeta e dramaturgo chinês (m. 1616).
  - 30 de Setembro - Michael Mästlin, astrônomo e matemático alemão (m. 1631).

### Outubro
- - 02 de Outubro - Rodolfo Acquaviva, missionário e mártir italiano (m. 1583).
  - 04 de Outubro - Elzbieta Radziwiłł, princesa da Polônia, casada com Casada com Nicolaus Mielecki, Palatino de Podólia † 1585 (m. 1591).
  - 04 de Outubro - Carlos IX, Rei da Suécia, (m. 1611).
  - 06 de Outubro - Karin Månsdotter, rainha da Suécia e esposa de Érico XIV (m. 1612).
  - 08 de Outubro - Antonio Zapata y Cisneros, bispo e cardeal espanhol (m. 1635).
  - 15 de Outubro - Henrique de Nassau, Hendrik van Nassau, irmão caçula de Guilherme de Orange (1533-1584) e filho de Guilherme, O Rico (1487-1559)  (m. 1574).

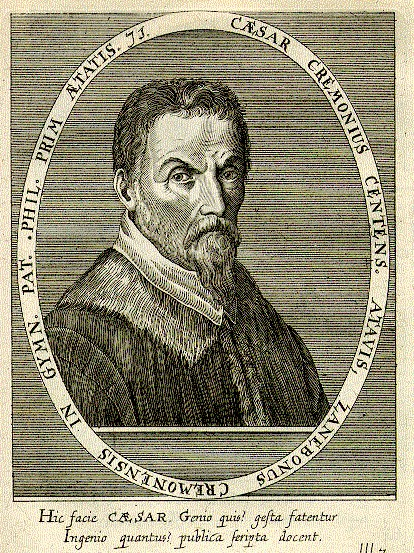
Cesare Cremonini
(1550-1631)

- - 23 de Outubro - Maria Andreae, farmacêutica alemã e mãe do teólogo alemão Johann Valentin Andreae (1586-1654) (m. 1632).
  - 25 de Outubro - Carlo Bascapè, bispo de Novara (m. 1615).
  - 28 de Outubro - Stanisław Kostka, jesuíta e santo polonês (m. 1568).

### Novembro
- - 8 de Novembro - Catarina de Lorena, Catarina de Aumale, filha de Cláudio de Lorena II (1526-1573)|Cláudio II de Guise, Duque de Aumale]] (1526-1573) (m. 1606).
  - 24 de Novembro - Pierre Le Loyer, demonógrafo, poeta e magistrado francês (m. 1634).

### Dezembro
- - 6 de Dezembro - Orazio Vecchi, compositor italiano (m. 1605).
  - 21 de Dezembro - Egídio Húnio, O Velho, Ägidius Hunnius, der Ältere, teólogo luterano e pedagogo alemão (m. 1603).
  - 22 de Dezembro - Cesare Cremonini (1550-1631), filósofo italiano (m. 1631).
  - 28 de Dezembro - Vicente Espinel, poeta e musicista espanhol (m. 1624).
  - 31 de Dezembro - Henrique de Guise, dito le Balafré (aquele que tem uma cicatriz no rosto), militar francês (m. 1588).
  - 31 de Dezembro - Vincenzo Littara, literato e teólogo italiano (m. 1602).

### Datas Incompletas
| - - Abraham Gemperlin, livreiro alemão (m. 1616). - Adam Haslmayr, músico, filósofo e herege rosacruz polonês (m. c1617). - Alessandro Pieroni, arquiteto e pintor italiano, pai do arquiteto italiano Giovanni Pieroni (1586-1653) (m. 1607). - Andrew Downes, erudito inglês e professor de grego (m. 1627). - Angelo Ingegneri, poeta italiano (m. 1613). - Anselmus de Boodt, médico, mineralogista e humanista belga (m. 1632). - Antonius Evers II, entalhador e escultor alemão (m. 1612). - Ascanio Pignatelli, poeta italiano (m. 1601). - Barbara Sanseverino, famosa pela sua beleza; pertenceu a uma das mais ilustres famílias italianas (m. 1612). - Bartholomew Garth, lexicógrafo alemão, autor de um dicionário greco-latino (m. 1598). - Carew Raleigh, oficial naval britânico e irmão de Sir Walter Raleigh (1554-1618) (m. 1625). - Caspar Meuser, ilustrador e livreiro alemão (m. 1593). - Christian Schön, teólogo, erudito e jurista alemão (m. 1603). - Cornelis Corneliszoon, inventor holandês de um moinho eólico (m. 1607). - Costanza Sforza, Duquesa de Sora, fidalga italiana (m. 1617). - Cristóbal de Virués, poeta espanhol (m. 1614). - Daniel Bretschneider I, pintor alemão (m. 1623). - Diego de Torres - sacerdote, jesuíta e missionário espanhol na América do Sul (m. 1638). - Domenico Ginnasi, Bispo de Albano e cardeal italiano (m. 1639). - Donato Donati, mercador e banqueiro italiano (m. 1631). - Edward Maria Wingfield, militar inglês (m. 1631). - Emilio de' Cavalieri, compositor, organista, diplomata, coreógrafo e dançarino italiano (m. 1602). - Ferrante Imperato, farmacêutico e naturalista italiano (m. 1625). - Filippo Duc, compositor flamengo (m. 1586). - Fortunato Fedele, médico italiano (m. 1630). - Francesco Stivori, organista e compositor italiano (m. 1605). - Francisco Sanches, médico, matemático e filósofo português (m. 1623). - Franz Fallenter, miniaturista e pintor de vidros alemão (m. 1612). - Franz Flori II, tenor alemão (m. 1583). - Gabriel Gipfel, ourives alemão (m. 1617). - Giacomo di Treviso, Giacomo Lauro, pintor histórico italiano (m. 1605). - Giangiorgio Cesarini, colecionador de arte italiano (m. 1585). - Giovanni Battista Galeno, compositor de madrigais italiano (m. 1626). - Giovanni de Macque, compositor e organista italiano (m. 1614). - Giovanni Maria Radino, compositor italiano (m. 1607). - Giovanni Vasanzio, arquiteto holandês (m. 1621). - Giulio Cesare Capaccio, teólogo e historiador italiano (m. 1634). - Giulio Cesare Croce, escritor e contador de histórias italiano (m. 1609). - Godefridus Steeghius, Gottfriedt von der Staige, médico holandês, médico particular de Rodolfo II, Imperador do Sacro Império Romano (m. 1609). - Gregorio Huet, compositor e tocador de alaúde belga (m. 1616). - Henning Brabandt, jurista alemão (m. 1604). - Henricus Cæsarius, teólogo holandês (m. 1628). - Henry Barrowe, puritano e separatista inglês (m. 1593). - Hermann Neuwalt, médico e Professor da Universidade de Helmstedt (m. 1611). - Hieronymus Commelinus, editor e livreiro alemão (m. 1597). - Hubert Gerhard, escultor alemão (m. c1622). - Hugh O'Neill, Segundo Conde de Tyrone, nome verdadeiro Aodh Mór Ó Néill, (m. 1616). - Ivan Drašković II von Trakošćan, rei da Croácia (m. 1613). - Jacob ben Isaac Ashkenazi, autor polonês de origem judaica (m. 1625). - Jacopo Lauro, pintor e gravador italiano (m. 1605). - Jacques Androuet Du Cerceau II, arquiteto protestante francês (m. 1614). - James Archer, jesuíta irlandês (m. 1620). | - - Jean Filesac, teólogo francês e professor da Universidade de Paris (m. 1638). - Jean Robin, botânico francês (m. 1629). - João V, Bispo de Chur, (m. 1627). - Johann Adolf Köster, pastor, professor e historiador alemão (m. 1630). - Johann Ameling, Professor da Universidade de Marburgo (m. 1624). - Johann Lindemann, jurista, burgomestre e professor da Universidade de Leipzig (m. 1631). - Johann Sadeler, gravador flamengo (m. 1600). - Johannes Bach, musicista alemão, avô de Johann Ambrosius Bach (m. 1626). - Johannes Schoch, arquiteto alemão (m. 1631). - John Carswell, Bispo de Argyll (m. 1630). - John Davis, navegador inglês (m. 1605). - John Napier, matemático, astrólogo e teólogo escocês (m. 1617). - Jonas von Elverfeld, escritor alemão (m. 1611). - Juán de La Cueva de Garoza, poeta e dramaturgo espanhol (m. 1609). - Julien Peleus, advogado, historiador e poeta francês (m. 1625). - Leonhard von Milckau, vice-chanceler alemão (m. 1614). - Levin Buchius, jurista alemão e professor das Universidades de Königsberg e de Marburgo (m. 1613). - Louis Enoch, helenista, filólogo e reitor suíço (m. 1570). - Martin Bachaczek, calígrafo, doutor em Teologia e reitor das universidades de Zateck e de Praga. (m. 1612). - Matthäus Zaphelius, tenor e compositor austríaco (m. c1572). - Matthias Bril, Mathijs Bril, pintor flamengo (m. 1584). - Melchior Brenner, escultor alemão (m. 1610). - Michael Herrer, editor e publicador alemão (m. 1608). - Michel Greger, escultor e mestre de obras alemão (m. c1619). - Mikołaj Szarzyński, poeta polonês (m. 1581). - Mikołaj Zieleński, organista e mestre de capela polonês (m. 1616). - Nicola Parma, compositor italiano de madrigais e de motetos (m. 1613). - Nicolaus Olai Bothniensis, teólogo, professor de hebraico e arcebispo da Suécia (m. 1600). - Petrus Frobesius, jurista e professor da Universidade de Basileia (m. 1613). - Philip Henslowe, empresário teatral inglês (m. 1616). - Philippe De Duc, compositor flamengo (m. 1586). - Pietro de Petri, Pieter Peetersz, pintor flamengo (m. 1611). - Pomponio Nenna compositor italiano (m. 1613). - Raffaellino da Reggio, pintor italiano (m. 1578). - Ralph Sherwin, santo e mártir católico (m. 1581). - Robert Balfour, linguista e filósofo escocês (m. 1625). - Rogier Michael, músico holandês (m. 1619). - Samuel Lorentz, escultor alemão (m. 1595). - Sarsa Dengel, Imperador da Etiópia (m. 1597). - Simon Lohet, compositor e organista francês (m. 1611). - Theodor Petrejus, jurista e professor da Universidade de Marburgo (m. 1594). - Thomas Busaeus, Reitor do Colégio dos Jesuítas Tartu (m. 1591). - Thomas Helwys, pregador e teólogo inglês (m. 1616). - Thomas Mancinus, compositor alemão (m. 1620). - Tiburzio Massaini, compositor alemão (m. 1620). - Tobias Gemperle, pintor alemão (m. 1602). - Tomás Sánchez, jesuíta e jurista espanhol (m. 1610). - Valentin Leucht, teólogo católogo alemão (m. 1619). - Vittoria Archilei, soprano, alaudista e bailarina italiana (m. 1620). - Wendel Dietterlin, O Velho, pintor, gravador e arquiteto alemão (m. 1699). - Wilhelm Adolf Scribonius, médico, filósofo e erudito alemão (m. 1600). - Willem Barentsz, navegador, cartógrafo e explorador holandês (m. 1597). - Willem van den Blocke, arquiteto e escultor flamengo (m. 1628). - Wojciech Długoraj, Adalberto Dlugoraj, compositor e tocador de alaúde polonês e autor de alguns tratados sobre música (m. c1603). - Wolf Drechsel, escultor e arquiteto alemão (m. 1628). |

## Mortes

### Janeiro
- - 4 de Janeiro - Christopher Barker, oficial inglês do Colégio de Armas, em Londres (n. ?).
  - 12 de Janeiro - Andrea Alciato, jurista e humanista italiano (n. 1492). Retrato de Andrea Alciato (1492-1550), reprodução da edição de 1584 do seu livro de emblemas

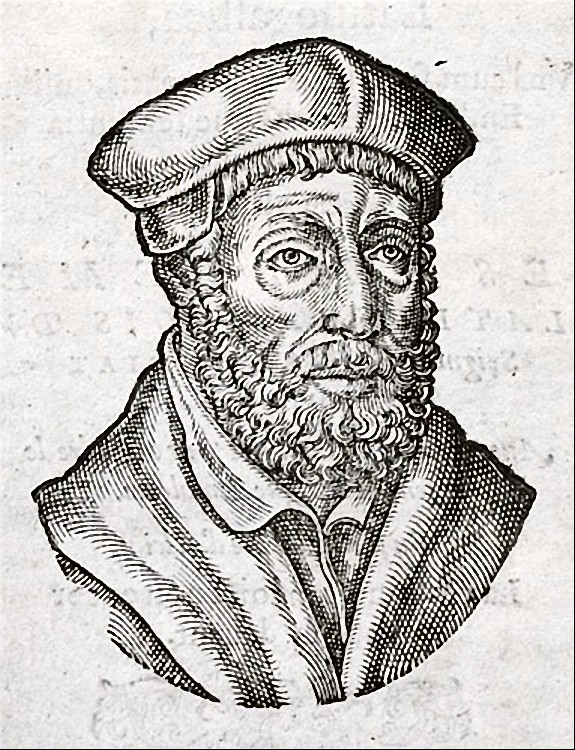
Retrato de Andrea Alciato (1492-1550), reprodução da edição de 1584 do seu livro de emblemas

  - 19 de Janeiro - Johannes Lersner, jurista e professor da Universidade de Marburgo (n. 1512).
  - 24 de Janeiro - Gyulai Farkas, bispo de Zagreb (n. ?).
  - 30 de Janeiro - Felix Friedrich, Conde de Hohenzollern, filho de Eitel Friedrich III, Conde de Hohenzollern (1494-1525) (n. ?).
  - 31 de Janeiro - Niccolò Ridolfi, arcebispo de Firenze e cardeal italiano (n. 1501).

### Fevereiro
- - 13 de Fevereiro - Eleonora Gonzaga della Rovere, Duquesa de Urbino e esposa de Francisco Maria I Della Rovere (1490-1538) (n. 1493).
  - 17 de Fevereiro - Elisabeth van Nassau, esposa de Jan VII van Renesse, Senhor de Elderen (1505-1561) (n. 1510).
  - 18 de Fevereiro - Marcantonio Flaminio, humanista italiano (n. 1498).
  - 21 de Fevereiro - Philippe de la Chambre, Bispo de Quimper e cardeal francês (n. c1490).
  - 22 de Fevereiro - Francesco III Gonzaga, Duque de Mantova (n. 1533).
  - 22 de Fevereiro - Ainavillo, chefe militar mapuche, que comandou a primeira grande batalha entre os mapuches e os espanhóis durante a conquista de Chile (n. ?).
  - 23 de Fevereiro - Alban Thorer, Albanus Thorinus, Professor de Retórica e de Medicina da Universidade de Basileia (n. 1489).
  - 23 de Fevereiro - Margarethe, Condessa de Ortenburg, filha de Sebastian I. von Ortenburg (c1439-1490) .(n. 1468).
  - 28 de Fevereiro - Thomas Burgh, 1° Barão Burgh, par da Inglaterra (n. 1494).

### Março
- - 5 de Março - Adriano Potchehonsky, em russo, Адриан Пошехонский, santo e fundador de mosteiro (n. ?).
  - 7 de Março - Guilherme IV, Duque da Baviera de 1508 a 1550 (n. 1493).
  - 8 de Março - Michael Hillebrant, bacharel em teologia, franciscano e pregador polonês (n. ?).
  - 8 de março - João de Deus, Juan de Dios, religioso espanhol e fundador da Ordem dos Irmãos Hospitalários (n. 1495).
  - 17 de Março - Leonhard von Eck, chanceler alemão (n. 1475).
  - 18 de Março - Johannes Petrejus, Hans Peterlein, impressor alemão (n. 1497). Johannes Petreius (1497-1550)

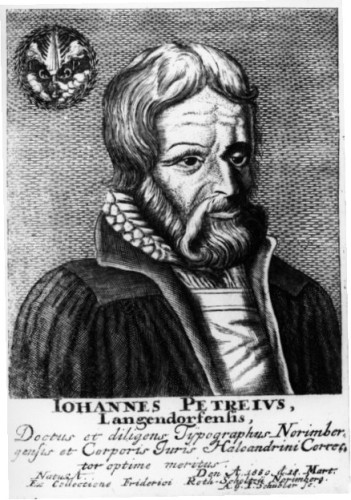
Johannes Petreius (1497-1550)

  - 22 de Março - Stephan Wild, médico alemão (n. 1495).
  - 30 de Março - Eleonora Osorio, esposa de Juan de Veja y Enríquez, embaixador de Carlos V do Sacro Império Romano em Roma e vice-rei da Sicília (n. ?).

### Abril
- - 7 de Abril - Vincent Misonne, compositor francês (n. 1490).
  - 12 de Abril - Claude, Duque de Guise, Cláudio de Lorena, militar francês (n. 1496).
  - 20 de Abril - Hans Ziegler (1464-1550), burgomestre de Schaffhausen (n. 1464).
  - 25 de Abril - Anna, Princesa da Pomerânia, filha de Bogislaw X, Conde de Pomerânia-Wolgast (n. 1492).
  - 28 de Abril - Georg von Polentz, jurista, reformador e bispo evangélico de Samland (n. 1478).
  - 30 de Abril - Tabinshwehti, rei de Burma (n. 1512).

### Maio
- - 2 de Maio - Georg von Carlowitz, político saxão e tio do diplomata alemão Christoph von Carlowitz (1505-1574) (n. 1471).
  - 2 de Maio - Joan Bocher, também conhecida como Joana de Kent, anabatista inglesa, morreu queimada na fogueira por heresia (n. c1520).
  - 18 de Maio - João de Lorena, Jean de Lorraine, cardeal francês e Bispo de Metz (n. 1498).
  - 14 de Maio - Anne de Haraucourt, casada com Johann V, Conde de Salm (1452-1505) (n. 1468).
  - 17 de Maio - João Alberto de Brandemburgo, , Arcebispo de Magdeburgo e Bispo de Halberstadt (n. 1499).
  - 20 de Maio - Ashikaga Yoshiharu, shogun japonês (n. 1511).
  - 20 de Maio - Nils Pedersson Bielke, barão e aristocrata sueco, morreu afogado (n. 1502).

### Junho
- - 5 de Junho - Diego Hernández, frade franciscano espanhol (n. ?).
  - 11 de Junho - Johannes Laymann, teólogo católico alemão e Bispo Auxiliar de Augsburgo (n. 1474).
  - 12 de Junho - Cristóbal de Castillejo, poeta espanhol (n. 1490).
  - 13 de Junho - Joannes Spangenberg, teólogo evangélico, reformador e compositor alemão (n. 1484).
  - 13 de Junho - Verônica Gâmbara, poetisa italiana (n. 1485).

### Julho
- - 19 de Julho - Jacopo Bonfadio, humanista e historiador italiano (n. 1508). Jacopo Bonfadio
(1508-1550)

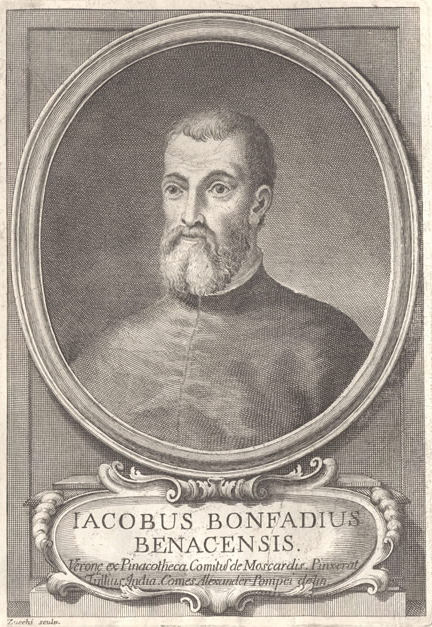
Jacopo Bonfadio
(1508-1550)

  - 22 de Julho - Jorge de Portugal, George of Lancaster, filho do rei João II de Portugal (1455-1495) (n. 1481).
  - 30 de Julho - Thomas Wriothesley, 1° Conde de Southampton, Lord chanceler da Inglaterra (n. 1505).
  - 31 de Julho - Francesco Sfondrati, cardeal e arcebispo católico italiano (n. 1493).

### Agosto
- - 3 de Agosto - Nicolaus Kratzer, matemático, astrônomo e humanista alemão (n. 1487).
  - 4 de Agosto - Pedro Machuca, arquiteto e pintor espanhol (n. 1485).
  - 10 de Agosto - Jacqueline de Estouteville, Senhora de Hambye e esposa de João III de Estouteville, Visconde de Roncheville (1485-1517) (n. ?).
  - 22 de Agosto - Fanino Fanini, religioso italiano, morreu queimado pela inquisição católica (n. 1520).
  - 25 de Agosto- Jorge de Amboise II, Georges II d'Amboise, cardeal francês e arcebispo de Ruão (n. 1488).
  - 28 de Agosto - Nicolas Perrenot de Granvelle, jurista francês (n. 1486).

### Setembro
- - Setembro - Francesco Maria Rondani, pintor italiano (n. 1490).
  - 7 de Setembro - Niccolò Tribolo, arquiteto e escultor italiano (n. 1500).
  - 8 de Setembro - Hans Vischer, escultor e fundidor de bronze alemão (n. 1489).
  - 14 de Setembro - Francisca de Alençon, Françoise d'Alençon, Duquesa de Longueville, filha de Renato de Alençon (1454-1492) (n. 1490).
  - 22 de Setembro - Jodocus Schalreuter, tenor alemão (n. 1486).
  - 23 de Setembro - Innocenzo Cybo, cardeal italiano (n. 1491).
  - 25 de Setembro - Georg von Blumenthal, Bispo de Lebus e Ratzeburg (n. 1490).
  - 28 de Setembro - Alexis van Nassau, Senhor de Corroy-le-Château (n. 1511).

### Outubro
- - 11 de Outubro - Georg Pencz, pintor e gravador alemão (n. 1500).
  - 11 de Outubro - Olivier du Chastel, abade de Daoulas, França de 1535 à 1550 (n. ?).
  - 23 de Outubro - Tiedemann Giese, bispo católico polonês (n. 1480). Tiedemann Giese (1480-1550), pintura de Hans Schenck, por volta de 1525–1530

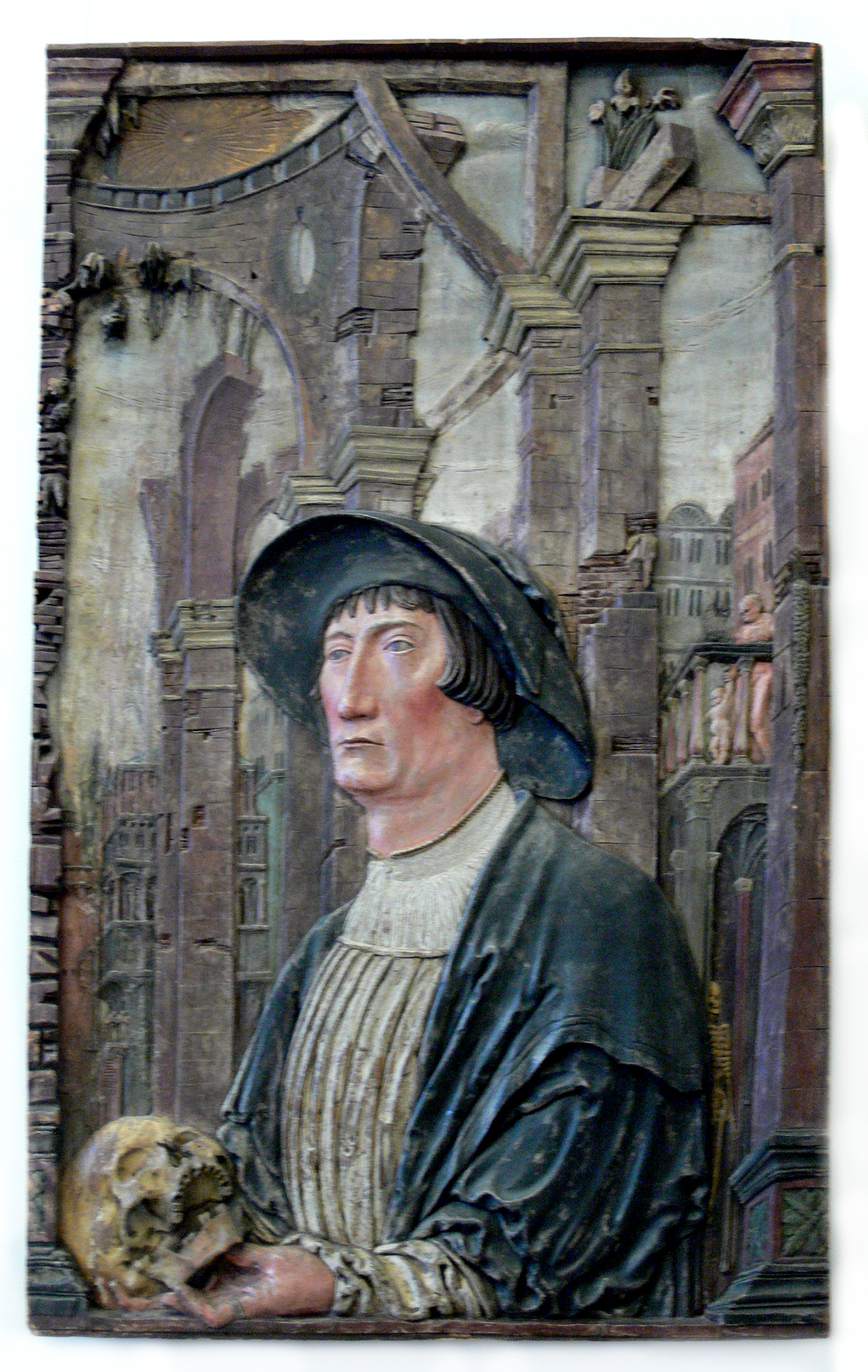
Tiedemann Giese (1480-1550), pintura de Hans Schenck, por volta de 1525–1530

  - 26 de Outubro - Samuel Maciejowski, Bispo de Cracóvia e chanceler polonês (n. 1499).

### Novembro
- - 4 de Novembro - James Douglas, 3° Conde de Morton, neto de James Douglas, 1° Conde de Morton († 1493) (n. ?).
  - 5 de Novembro - Ulrich de Württemberg, conde de Württemberg (n. 1487).
  - 7 de Novembro - Björn Jónsson, filho de Jón Arason (1484-1550), pastor protestante islandês (n. c1506).
  - 7 de Novembro - Jón Arason, poeta e bispo católico islandês, foi executado junto com seus dois filhos (n. 1484).
  - 7 de Novembro - Ari Jónsson, advogado islandês, foi executado junto com seu pai Jón Arason e seu irmão Björn Jónsson (n. 1508).
  - 7 de Novembro - Cosmas Alder, compositor suíço (n. 1497).
  - 10 de Novembro - Anna van Nassau-Wiesbaden, condessa de Schwarzburg (n. 1488).
  - 22 de Novembro - Hans Sebald Beham, pintor e gravador alemão (n. 1500).
  - 24 de Novembro - Simon Lemnius, Simon Lemchen, filólogo, humanista e po suíço (n. 1510).

### Dezembro
- - 5 de Dezembro - Lorenz Fries, cronista e historiador alemão (n. 1489).
  - 6 de Dezembro - Pieter Coecke van Aelst, pintor flamengo (n. 1502). Pieter Coecke van Aelst, Gravura de Hieronymus Wierix

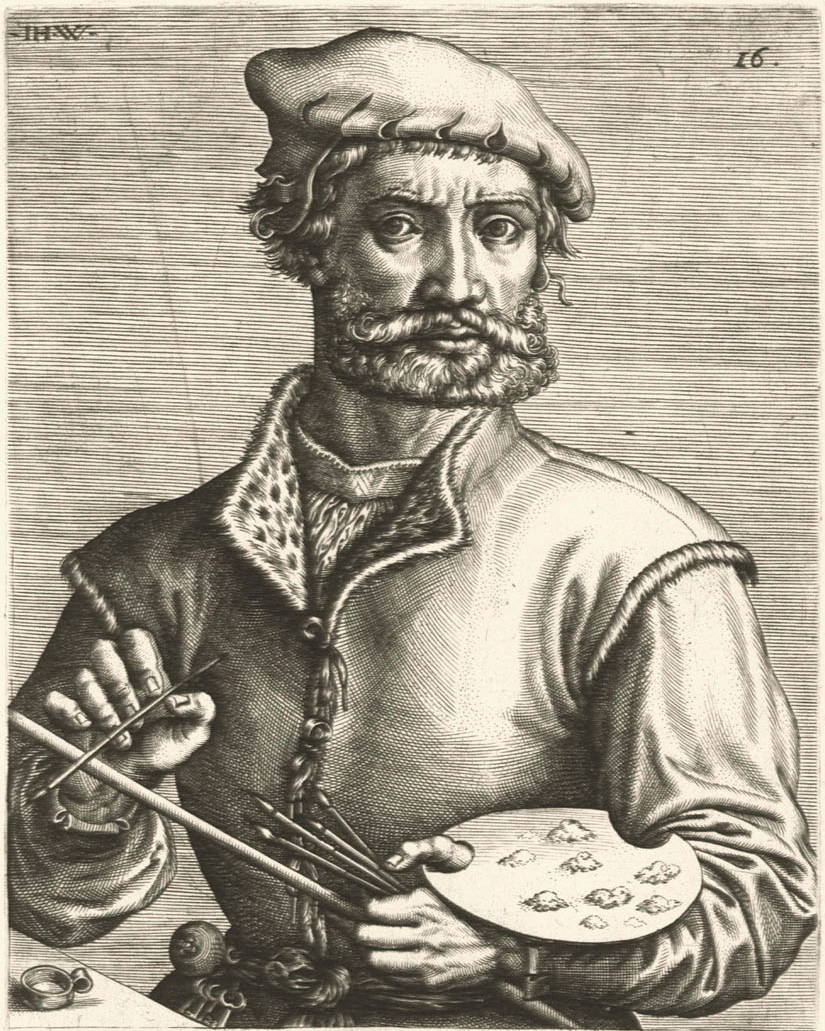
Pieter Coecke van Aelst, Gravura de Hieronymus Wierix

  - 8 de Dezembro - Blosio Palladio, Bispo de Foligno, poeta e arquiteto italiano (n. ?).
  - 8 de Dezembro - Gian Giorgio Trissino, humanista italiano (n. 1478).
  - 20 de Dezembro - István Majláth, Voivoda da Transilvânia (n. 1502).
  - 20 de Dezembro - Matthäus Greiter, poeta e compositor alemão (n. 1495).

### Datas Incompletas
- - Ambrogio Benzone, pintor italiano (n. ca. 1495).
  - Antonio Ferramolino, também conhecido como Sferrandino da Bergamo, arquiteto e engenheiro militar italiano (n. ?).
  - Antonio Musa Brasavola, médico e botânico italiano (n. 1500).
  - Aq Kubek, governador do Canato de Astracã (n. ?).
  - Bartolomé Ferrelo, foi o piloto da expedição comandada pelo navegador português Juan Rodríguez Cabrillo (1499-1543) para explorar o norte da Califórnia. (n. 1499).
  - Benedetto Gentile Pevere, Doge da República de Gênova (n. 1490).
  - Berengario da Carpi, também conhecido como Jacopo da Carpi, médico e anatomista italiano e colecionador de obras de arte (n. 1470).
  - Caspar Theiss, arquiteto alemão (n. 1510).
  - Gérard Roussel, filólogo espanhol e capelão da rainha Margarida de Navarra (n. 1500).
  - Guglielmo dei Grigi, il Bergamasco, arquiteto e escultor italiano (n. ?).
  - Jamsheed Quli Qutb Shah, 2° governador do Sultanato de Golconda, no centro-sul da Índia (n. ?).
  - Johan Stephen von Calcar, pintor flamengo (n. 1499).
  - Johannes Cäsarius, humanista alemão (n. 1468).
  - Matthijs de Castelein, autor holandês do primeiro tratado sobre poesia (n. 1488).
  - Obadja Sforno, filósofo, exegeta bíblico e rabino italiano (n. 1470).
  - Violante Bentivoglio, esposa de Pandolfo IV Malatesta, último Senhor de Rimini (1475-1534) (n. 1505).

## Por tema
- 1550 na arte